# Diospyros andamanica
Diospyros andamanica là một loài thực vật có hoa trong họ Thị. Loài này được (Kurz) Bakh. mô tả khoa học đầu tiên năm 1937.